# کاجان (دماوند)
کاجان روستایی از توابع بخش مرکزی شهرستان دماوند در استان تهران ایران است.

## جمعیت
این روستا در دهستان تاررود قرار دارد و براساس سرشماری مرکز آمار ایران در سال ۱۳۸۵، جمعیت آن ۷۲ نفر (۲۷خانوار) بوده‌است.

## راه دسترسی به روستا
راه دسترسی به این روستا جاده آسفالته ای است که از گیلاوند آغاز شده و با عبور از روستای مراء و گذشتن از شمال امامزاده دوبرار به این روستا می‌رسد.